# Campeonato Carioca de Voleibol Feminino de 2023
O Campeonato Carioca de Voleibol Feminino de 2023 foi a 78.ª edição desta competição anual organizada pela Federação de Volley-ball do Estado do
Rio de Janeiro (Vôleirio). O torneio teve início no dia 18 de outubro e estendeu-se até o dia 6 de novembro, contando com a participação de 3 clubes.
A equipe do Sesc-RJ/Flamengo bateu o Fluminense na final única por 3 sets a 0 e conquistou o quarto título consecutivo do campeonato estadual, sendo o 19º em sua história.

## Equipes participantes
As seguintes equipes competiram o Campeonato Carioca de 2023:
| Equipe             | Cidade         | Última participação |
| ------------------ | -------------- | ------------------- |
| Sesc-RJ/Flamengo   | Rio de Janeiro | 2022                |
| Fluminense         | Rio de Janeiro | 2022                |
| Voleibol Tijuca TC | Rio de Janeiro | 2022                |

## Regulamento
O torneio foi disputado em fase classificatória, onde as equipes jogaram entre si em sistema de jogos de ida e volta. As duas mais bem classificadas se enfrentaram na final da competição, em jogo único.

### Critérios de desempate
1. Número de vitórias
2. Sets average
3. Pontos average
4. Confronto direto

- Partidas terminadas em 3–0 ou 3–1: 3 pontos para o vencedor, 0 pontos para o perdedor;
- Partidas terminadas em 3–2: 2 pontos para o vencedor, 1 ponto para o perdedor.[5]

## Fase classificatória

### Classificação
|  | Classificado para as semifinais |

|     |                    |     | Jogos | Jogos | Jogos | Resultados | Resultados | Resultados | Resultados | Resultados | Resultados | Sets | Sets | Sets  | Pontos | Pontos | Pontos |
| Pos | Equipe             | Pts | T     | V     | D     | 3–0        | 3–1        | 3–2        | 2–3        | 1–3        | 0–3        | V    | P    | R     | V      | P      | R      |
| --- | ------------------ | --- | ----- | ----- | ----- | ---------- | ---------- | ---------- | ---------- | ---------- | ---------- | ---- | ---- | ----- | ------ | ------ | ------ |
| 1   | Sesc-RJ/Flamengo   | 12  | 4     | 4     | 0     | 4          | 0          | 0          | 0          | 0          | 0          | 12   | 0    | MAX   | 300    | 223    | 1.345  |
| 2   | Fluminense         | 6   | 4     | 2     | 2     | 2          | 0          | 0          | 0          | 0          | 2          | 6    | 6    | 1,000 | 268    | 241    | 1.112  |
| 3   | Voleibol Tijuca TC | 0   | 4     | 0     | 4     | 0          | 0          | 0          | 0          | 0          | 4          | 0    | 12   | 0,000 | 196    | 300    | 0.653  |

### Resultados
| Data   | Hora  |                    | Placar |                    | Set 1 | Set 2 | Set 3 | Set 4 | Set 5 | Total | Relatório |
| ------ | ----- | ------------------ | ------ | ------------------ | ----- | ----- | ----- | ----- | ----- | ----- | --------- |
| 18 out | 19:30 | Fluminense         | 3–0    | Voleibol Tijuca TC | 25–12 | 25–15 | 25–22 |       |       | 75–49 | Relatório |
| 22 out | 10:00 | Voleibol Tijuca TC | 0–3    | Fluminense         | 14–25 | 9–25  | 19–25 |       |       | 42–75 | Relatório |
| 24 out | 19:00 | Voleibol Tijuca TC | 0–3    | Sesc-RJ/Flamengo   | 19–25 | 20–25 | 18–25 |       |       | 57–75 | Relatório |
| 27 out | 19:00 | Sesc-RJ/Flamengo   | 3–0    | Voleibol Tijuca TC | 25–16 | 25–11 | 25–21 |       |       | 75–48 | Relatório |
| 30 out | 19:30 | Fluminense         | 0–3    | Sesc-RJ/Flamengo   | 23–25 | 18–25 | 17–25 |       |       | 58–75 | Relatório |
| 2 nov  | 19:00 | Sesc-RJ/Flamengo   | 3–0    | Fluminense         | 25–22 | 25–17 | 25–21 |       |       | 75–60 | Relatório |

## Final
| 6 de novembro 21:00 Relatório | Sesc-RJ/Flamengo | 3 – 0             | Fluminense | Ginásio do Tijuca Tênis Clube, Rio de Janeiro Árbitro(s): Marcelo Leandro Anderson Miranda |
| 6 de novembro 21:00 Relatório | 25               | Set 1 Set 2 Set 3 | 22 17 21   | Ginásio do Tijuca Tênis Clube, Rio de Janeiro Árbitro(s): Marcelo Leandro Anderson Miranda |

## Classificação final
| Posição          | Equipe             |
| ---------------- | ------------------ |
| Medalha de ouro  | Sesc-RJ/Flamengo   |
| Medalha de prata | Fluminense         |
| 3                | Voleibol Tijuca TC |

| Campeonato Carioca de 2023             |
| -------------------------------------- |
| Campeão Sesc-RJ/Flamengo (19.º título) |

| Elenco |
| --- |
| Rosely Nogueira, Marcelle Silva, Juliana Gandra, Juciely Barreto, Kimberlly Gomes, Ariele Moreira, Sabrina Machado, Michelle Pavão, Valquíria Dullius, Gabriella Souza, Brie King, Helena Wenk, Veronica Jones-Perry, Laís Vasques |
| Técnico |
| Bernardo Rezende |